# جورابان
جورابان یک شرکت تولیدی پوشاک ورزشی در ایران است. حمید استیلی و افشین پیروانی از سهامداران این شرکت هستند. این شرکت، از زمستان ۱۳۷۹ تامین‌کننده پوشاک باشگاه فوتبال پرسپولیس تهران شد و مدتی نیز بخشی از سهام آن در اختیار باشگاه بود. این شرکت مدتی تامین‌کننده پوشاک باشگاه فوتبال استقلال تهران هم بود. در سال ۱۳۸۲، ماجرای فسخ قرارداد پرسپولیس با جورابان و استفاده از پوشاک ورزشی دایی، تنش‌هایی میان دو شرکت ایجاد کرد. با ورود برندهای خارجی در چند سال اخیر، جورابان به کلی بازار خود را در لیگ برتر فوتبال ایران از دست داده‌است.